# Madness (singel The Rasmus)
Madness – trzeci singel z czwartego albumu fińskiego zespołu The Rasmus – Into.

## Lista utworów singla
1. „Madness” (Radio Edit) – 3:12
2. „Play Dead” (Björk cover) – 3:53
3. „Used to Feel Before” (Kingston Wall cover) – 4:24
4. „Chill” Music video as MPEG